# Matt Stajan
Matthew Stajan (ur. 19 grudnia 1983 w Mississauga, Kanada) – hokeista kanadyjski, gracz ligi NHL w latach 2003 - 2018, reprezentant Kanady.

## Kariera klubowa
- Belleville Bulls (2000 - 2003)
- Toronto Maple Leafs (3.04.2003 - 31.01.2010) 
  -  St. John's Maple Leafs (2003 - 2005)
- Calgary Flames (31.01.2010 - 29.08.2018)
- EHC München (29.08.2018 -

## Kariera reprezentacyjna
- Reprezentant Kanady na MŚJ U-20 w 2003

## Sukcesy
Reprezentacyjne
- Srebrny medal z reprezentacją Kanady na MŚJ U-20 w 2003